# Arne Kluge
Arne Kluge (* 19. August 1969) ist ein früherer Biathlet und Skilangläufer und heute Biathlon-Trainer in Altenberg.
Arne Kluge begann seine aktive Karriere bei Dynamo Zinnwald. Seinen größten Erfolg im Biathlon feierte er noch als Juniorensportler, als er 1989 gemeinsam mit Ricco Groß, Michael Lohschmidt und Mark Kirchner bei den Juniorenweltmeisterschaften im Staffelwettbewerb die Bronzemedaille gewann. Nach der Wende 1989 verließ er Dynamo Zinnwald und ging nach Westdeutschland. Bei den Deutschen Meisterschaften 1992 Oberhof gewann er mit der Staffel Bayern II die Bronzemedaille. Im Herrenbereich hatte er größere Erfolge im Skilanglauf, ohne jedoch über Skilanglauf-Weltcup-Starts hinauszukommen. Nach seiner aktiven Karriere wurde der Altenberger Skitechniker für den DSV. Als Wachser war er in der ersten Hälfte der 2000er Jahre für die Präparierung der Langlauf-Skier zuständig. 2007 begann er gemeinsam mit Ricco Groß und Andreas Stitzl ein Studium zum Biathlontrainer bei Klaus Nitzsche. Bis zur Saison 2009/2010 arbeitete Kluge als Wachser für die Skilangläufer des DSV, seit Frühjahr 2010 ist er am Bundesstützpunkt Altenberg als Biathlon-Trainer für die Frauen verantwortlich.

## Belege
1. ↑  sportmuseum-leipzig.de (Memento vom 21. November 2012 im Internet Archive)
2. ↑  uni-leipzig.de (PDF)
3. ↑  uni-leipzig.de (Seite dauerhaft nicht mehr abrufbar, festgestellt im März 2018. Suche in Webarchiven) (PDF)
4. ↑  ski-online.de (Seite dauerhaft nicht mehr abrufbar, festgestellt im März 2018. Suche in Webarchiven)

| Personendaten    | Personendaten                                            |
| ---------------- | -------------------------------------------------------- |
| NAME             | Kluge, Arne                                              |
| KURZBESCHREIBUNG | deutscher Biathlet, Skilangläufer, Skitechniker beim DSV |
| GEBURTSDATUM     | 19. August 1969                                          |